# Stade Poitevin Volley Beach 2021-2022
Questa voce raccoglie le informazioni riguardanti lo Stade Poitevin Volley Beach nelle competizioni ufficiali della stagione 2021-2022.

## Organigramma societario
Area direttiva
- Presidente: Claude Berrard

Area tecnica
- Allenatore: Brice Donat

## Rosa
| N° | Nome               | Ruolo | Data di nascita  | Nazionalità sportiva |
| -- | ------------------ | ----- | ---------------- | -------------------- |
| 1  | Youssef Hamdy      | S     | 27 agosto 2000   | Egitto               |
| 2  | Tom Cannessant     | L     | 12 ottobre 1999  | Francia              |
| 3  | Sergio Noda        | S     | 23 marzo 1987    | Spagna               |
| 4  | Luca Ramon         | L     | 10 agosto 2000   | Francia              |
| 5  | Javier Concepción  | C     | 27 dicembre 1997 | Cuba                 |
| 6  | Cristian Poglajen  | S     | 14 luglio 1989   | Argentina            |
| 8  | Toafa Takaniko     | P     | 29 maggio 1985   | Francia              |
| 9  | Thomas Helfer      | P     | 4 aprile 2001    | Francia              |
| 10 | Gildas Prévert     | C     | 15 giugno 1999   | Francia              |
| 11 | Eduardo Carísio    | P     | 19 gennaio 1996  | Brasile              |
| 11 | Georgi Petrov      | S     | 18 giugno 1999   | Bulgaria             |
| 12 | Thodōrīs Voulkidīs | C     | 20 marzo 1996    | Grecia               |
| 14 | Samuel Jeanlys     | O     | 27 marzo 1999    | Francia              |
| 15 | Chizoba Neves      | O     | 25 luglio 1997   | Brasile              |
| 16 | Rozalin Penčev     | S     | 11 dicembre 1994 | Bulgaria             |
| 18 | Axel Truhtchev     | S     | 29 aprile 1995   | Francia              |
| -  | Alexandre Hoger    | P     | 24 marzo 2003    | Francia              |